# Сенаки
Сена́ки (груз. სენაკი) — город на западе Грузии, в крае Самегрело-Верхняя Сванетия. Административный центр Сенакского муниципалитета. Располагается в 294 километрах от Тбилиси и насчитывает 21 596 жителей (по переписи 2014 года). Стал центром военного мятежа в 1998 году.

## История
Название города в переводе на русский язык означает «келья». С 8 июня 1935 по 1976 год носил название Миха-Цхакая в честь грузинского революционера, советского и партийного деятеля Михаила Цхакая (1865—1950). В 1976 году название было изменено на Цхакая. В 1989 году возвращено историческое название Сенаки.
Сенаки получил городские права в 1980 году. 
Военная база
С декабря 1945 года на аэродроме базировались 56-й гвардейский Алтуховский Краснознамённый истребительный авиационный полк и 176-й истребительный Берлинский Краснознамённый авиационный полк 283-й Камышинской Краснознамённой ордена Суворова II степени истребительной авиационной дивизии. В сентябре 1960 года 56-й гвардейский Алтуховский Краснознамённый истребительный авиационный полк расформирован.
В 1989 году с авиабазы был угнан самолёт МиГ-29 из состава 176-го истребительного Берлинского Краснознамённого авиационного полка, приземлившийся в Турции. Через полтора дня самолёт был возвращён на свой аэродром. Американские специалисты так и не смогли договориться осмотреть самолёт, турецкие власти им отказали.
В ходе Гражданской войны в Грузии в 1993 году Сенаки стал зоной активных боевых действий. 25 октября 1993 года в город вошли российские части. 30 октября он снова оказался в руках сторонников свергнутого президента Звиада Гамсахурдии. После бомбардировок российской авиации 3 ноября город был освобождён.
19 октября 1998 года командир мотострелковой бригады, полковник грузинской армии Акакий Элиава выступил против правительства и направил вверенные ему войска (24 танка) на Тбилиси. В районе Кутаиси бригада была блокирована подразделениями грузинской армии, конфликт был урегулирован в ходе переговоров. Элиава и его сторонники получили прощение.
В апреле 2005 года в городе Сенаки началось строительство военной базы по стандартам НАТО на 3 тысячи военнослужащих. После начала строительства базы министр обороны Грузии И. Окруашвили пообещал, что база стоимостью 9 млн долларов США будет введена в строй к 1 декабря 2005 года. В конечном итоге, оборудованная по стандартам НАТО военная база в Сенаки на 3 тысячи военнослужащих была построена по программе военной помощи США для Грузии при участии специалистов турецкой компании «IBC» и введена в строй 30 апреля 2008 года. Стоимость строительства составила 17 млн. долларов США. Здесь дислоцируется 2-я пехотная бригада.

## Экономика
Сенаки является важной станцией на пути железной дороги Тбилиси — Поти. 
В городе находится машиностроительный завод и фабрика по производству ковров, предприятия по переработке вина, чая и молока.
Техурский совхоз
В советское время в Сенаки действовал Техурский совхоз (ранее — колхоз имени Сталина Цхакаевского района), названный именем протекающей около города реки Техури. Директором этого совхоза был Герой Социалистического Труда Дороте Шаматава. В колхозе имени Сталина также трудились Герои Социалистического Труда бригадир Илларион Ткебучава, звеньевые Валериан Бахтадзе и Силован Давитая.

## Культура

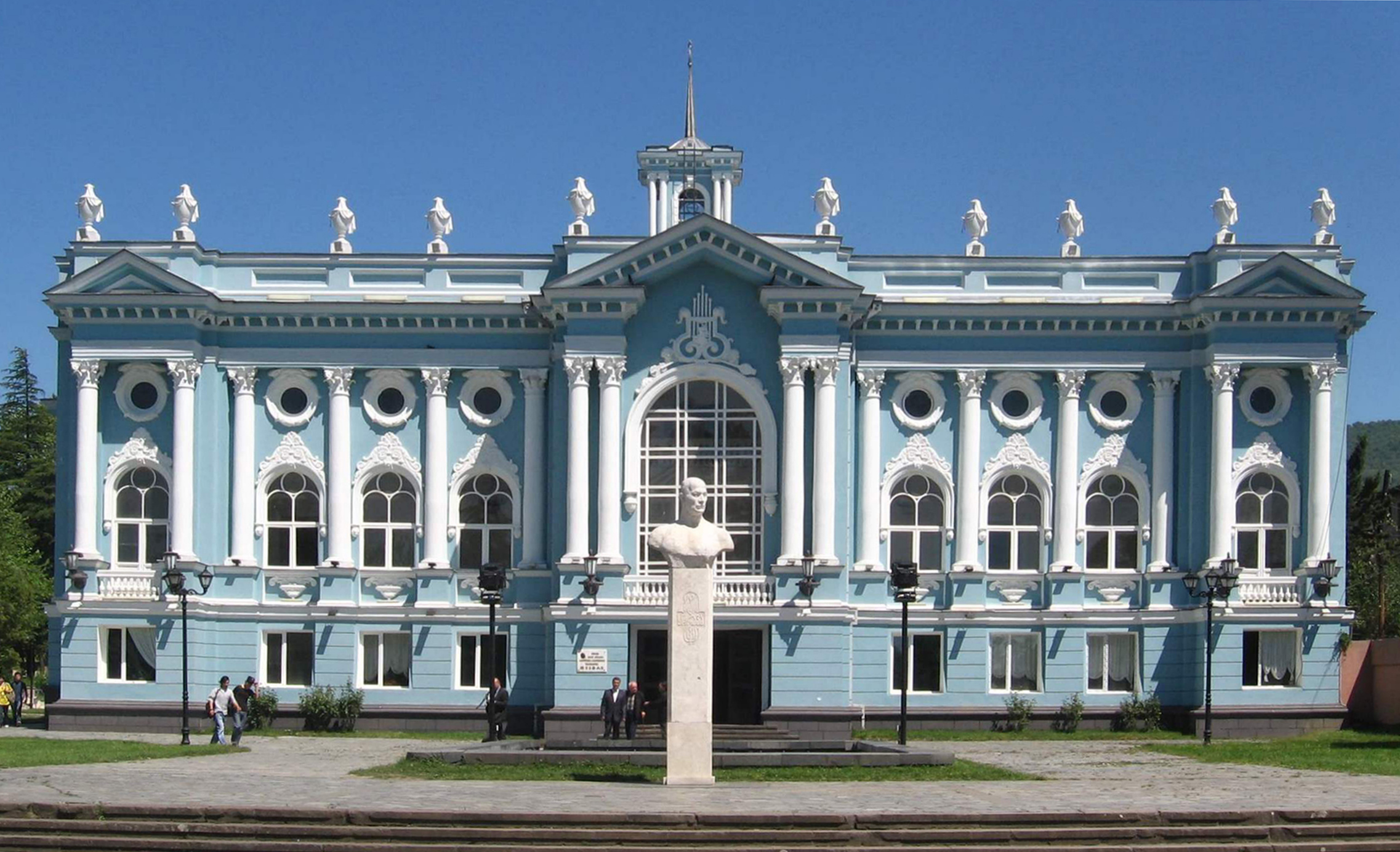
Государственный театр в Сенаки

В городе открыт филиал Грузинского технического университета, есть театр.